# Kerkingen
Kerkingen ist ein Ortsteil der baden-württembergischen Stadt Bopfingen. Zum Ort gehören die Weiler Edelmühle, Itzlingen und Meisterstall.

## Geschichte
Kerkingen wurde das erste Mal 1272 als Corkingen erwähnt. Im Ort bestand eine Wasserburg, die seit dem 13. Jahrhundert belegt ist. Der Ort kam 1806 an Bayern, mit dem Grenzvertrag zwischen Bayern und Württemberg 1810 wurde er dem Königreich Württemberg angegliedert. Seit dem 1. Januar 1972 ist Kerkingen ein Stadtteil von Bopfingen.

## Wappen
| Wappen des Bopfingers Stadtteils Kerkingen | Blasonierung: „Im goldenen (gelben) Feld ein aufgeschlagenes Buch mit rotem Schnitt und silbernen (weißen) Blättern, belegt mit zwei blauen Augen.“ |
| Wappen des Bopfingers Stadtteils Kerkingen | Wappenbegründung: Die Augen und das Buch sind das ikonografische Attribut der heiligen Ottilie, der in Kerkingen die Wallfahrtskirche und einer für die Augen heilsamen Quelle geweiht sind. Das Wappen ist historisch begründet und heraldisch einwandfrei. |